# Августинівська сільська рада
| Августинівська сільська рада — орган місцевого самоврядування у Запорізькому районі Запорізької області з адміністративним центром у с. Августинівка. Водоймища на території, підпорядкованій даній раді: р. Дніпро. Сільській раді були підпорядковані населені пункти: - с. Августинівка - с-ще Відрадне - с. Івангород - с. Лемешинське - с. Новоселище - с. Привітне - с. Світанок |

## Склад ради
Рада складалася з 20 депутатів та голови.

### Керівний склад ради
| ПІБ                         | Основні відомості                                                                 | Дата обрання | Дата звільнення |
| --------------------------- | --------------------------------------------------------------------------------- | ------------ | --------------- |
| Тихомиров Віктор Васильович | Сільський голова, 1946 року народження, освіта, член Комуністичної партії України | 26.03.2006   | 31.10.2010      |

Примітка: таблиця складена за даними джерела